# Châteaugay
Ne pas confondre avec Châteauguay, une ville québécoise de la Montérégie, en banlieue sud de Montréal.
Châteaugay est une commune française située dans le département du Puy-de-Dôme, en région Auvergne-Rhône-Alpes. Elle fait partie de l'aire d'attraction de Clermont-Ferrand.
Ses habitants sont appelés les Châteaugaires ou les Châteaugayres.

## Géographie

### Localisation
Châteaugay est située à l'extrémité d'un plateau basaltique volcanique (le plateau de Lachaud, provenant de la chaîne des Puys) qui domine la plaine de la Limagne.
Commune membre de la métropole Clermont Auvergne Métropole, elle est pourtant plus proche de Riom (5,3 km au nord-nord-est) que de la préfecture départementale (7,5 km au sud), ou encore de Châtel-Guyon (8,6 km au nord) à vol d'oiseau.
Sept communes sont limitrophes. 
Les communes limitrophes sont  Blanzat, Cébazat, Gerzat, Malauzat, Marsat, Ménétrol et Riom.
|          | Marsat     | Riom     |
| Malauzat | Châteaugay | Ménétrol |
| Blanzat  | Cébazat    | Gerzat   |

### Géologie et relief
Le plateau basaltique de la Bade se prolonge vers Châteaugay (Lachaud) où l'on trouve une carrière encore en activité. De l'autre côté du Bédat on trouve un plateau de même niveau (La Plaine) dont la carrière a été désaffectée il y a quelques années.

### Climat
Pour des articles plus généraux, voir Climat d'Auvergne-Rhône-Alpes et Climat du Puy-de-Dôme.
En 2010, le climat de la commune est de type climat des marges montargnardes, selon une étude du Centre national de la recherche scientifique s'appuyant sur une série de données couvrant la période 1971-2000. En 2020, Météo-France publie une typologie des climats de la France métropolitaine dans laquelle la commune est exposée à un climat de montagne ou de marges de montagne et est dans la région climatique Nord-est du Massif Central, caractérisée par une pluviométrie annuelle de 800 à 1 200 mm, bien répartie dans l’année.
Pour la période 1971-2000, la température annuelle moyenne est de 10,9 °C, avec une amplitude thermique annuelle de 16,3 °C. Le cumul annuel moyen de précipitations est de 965 mm, avec 10,3 jours de précipitations en janvier et 7,2 jours en juillet. Pour la période 1991-2020, la température moyenne annuelle observée sur la station météorologique de Météo-France la plus proche, « Sayat_sapc », sur la commune de Sayat à 4 km à vol d'oiseau, est de 11,2 °C et le cumul annuel moyen de précipitations est de 776,1 mm,. Pour l'avenir, les paramètres climatiques de la commune estimés pour 2050 selon différents scénarios d'émission de gaz à effet de serre sont consultables sur un site dédié publié par Météo-France en novembre 2022.
| Mois                                  | jan.             | fév.            | mars           | avril         | mai           | juin          | jui.          | août           | sep.          | oct.            | nov.             | déc.           | année      |
| ------------------------------------- | ---------------- | --------------- | -------------- | ------------- | ------------- | ------------- | ------------- | -------------- | ------------- | --------------- | ---------------- | -------------- | ---------- |
| Température minimale moyenne (°C)     | 0                | 0,3             | 2,4            | 4,9           | 8,5           | 12,1          | 14            | 13,9           | 10,5          | 7,7             | 3,3              | 0,9            | 6,5        |
| Température moyenne (°C)              | 3,4              | 4,2             | 7,3            | 10            | 13,8          | 17,6          | 19,7          | 19,6           | 15,7          | 12,2            | 6,9              | 4,1            | 11,2       |
| Température maximale moyenne (°C)     | 6,7              | 8,1             | 12,1           | 15,2          | 19,2          | 23,1          | 25,4          | 25,3           | 20,9          | 16,6            | 10,5             | 7,4            | 15,9       |
| Record de froid (°C) date du record   | −12,7 05.01.1995 | −15 05.02.12    | −15,9 01.03.05 | −6,7 08.04.03 | −1 15.05.1995 | 2,7 04.06.01  | 5,9 17.07.00  | 4,5 30.08.1998 | 2 30.09.1995  | −5,4 29.10.1997 | −11,2 22.11.1998 | −13,3 15.12.01 | −15,9 2005 |
| Record de chaleur (°C) date du record | 19,4 27.01.16    | 22,5 20.02.1998 | 25,2 24.03.01  | 27,7 30.04.05 | 32,3 11.05.12 | 38,4 27.06.19 | 39,1 03.07.15 | 39,5 24.08.23  | 33,6 10.09.11 | 32,2 02.10.23   | 23,6 08.11.15    | 20,4 24.12.12  | 39,5 2023  |
| Précipitations (mm)                   | 56,2             | 48,4            | 49,5           | 72,6          | 73,7          | 71,4          | 78,1          | 67,1           | 65,9          | 60,4            | 68,7             | 64,1           | 776,1      |

### Voies de communication et transports

#### Voies routières
La commune est desservie par la route départementale 2009, ancienne route nationale 9, voie express reliant Riom à Clermont-Ferrand. Châteaugay bénéficie de cet accès par l'échangeur de la RD 402 situé sur la commune limitrophe de Cébazat dans les deux sens, ainsi qu'un deuxième échangeur plus au nord dans le sens Riom → Clermont-Ferrand vers la RD 763 desservant le village de Pompignat, à l'est du chef-lieu.
Une partie de la RD 763 passe par la commune, pour la desserte de la zone industrielle des Graviers.
Le centre-ville est traversé par deux antennes de la RD 402 reliant Malauzat à la voie express ainsi qu'à Gerzat : la RD 402d et la RD 402e, desservant le village du Chalard. La RD 21 commence à Châteaugay en direction de Cébazat.

#### Transport en commun
La commune est desservie par le réseau de transport en commun T2C. La ligne 31 relie Les Vignes (correspondance avec le tramway) au Chalard et fonctionne du lundi au samedi. En heures creuses, le transport à la demande prend le relais,.
Des autocars assurent le ramassage scolaire, pris en charge par la commune, en direction des écoles primaires de la commune, de Volvic, de Riom ou de Clermont-Ferrand.

## Urbanisme

### Typologie
Au 1er janvier 2024, Châteaugay est catégorisée ceinture urbaine, selon la nouvelle grille communale de densité à sept niveaux définie par l'Insee en 2022.
Elle appartient à l'unité urbaine de Clermont-Ferrand, une agglomération intra-départementale regroupant 17  communes, dont elle est une commune de la banlieue,,. Par ailleurs la commune fait partie de l'aire d'attraction de Clermont-Ferrand, dont elle est une commune de la couronne,. Cette aire, qui regroupe 209 communes, est catégorisée dans les aires de 200 000 à moins de 700 000 habitants,.

### Occupation des sols
L'occupation des sols de la commune, telle qu'elle ressort de la base de données européenne d’occupation biophysique des sols Corine Land Cover (CLC), est marquée par l'importance des territoires agricoles (34,6 % en 2018), en diminution par rapport à 1990 (41 %). La répartition détaillée en 2018 est la suivante : milieux à végétation arbustive et/ou herbacée (31,8 %), zones urbanisées (18,8 %), cultures permanentes (12,8 %), prairies (9,9 %), terres arables (9,3 %), zones industrielles ou commerciales et réseaux de communication (8,5 %), mines, décharges et chantiers (3,7 %), zones agricoles hétérogènes (2,6 %), forêts (2,6 %). L'évolution de l’occupation des sols de la commune et de ses infrastructures peut être observée sur les différentes représentations cartographiques du territoire : la carte de Cassini (XVIIIe siècle), la carte d'état-major (1820-1866) et les cartes ou photos aériennes de l'IGN pour la période actuelle (1950 à aujourd'hui).

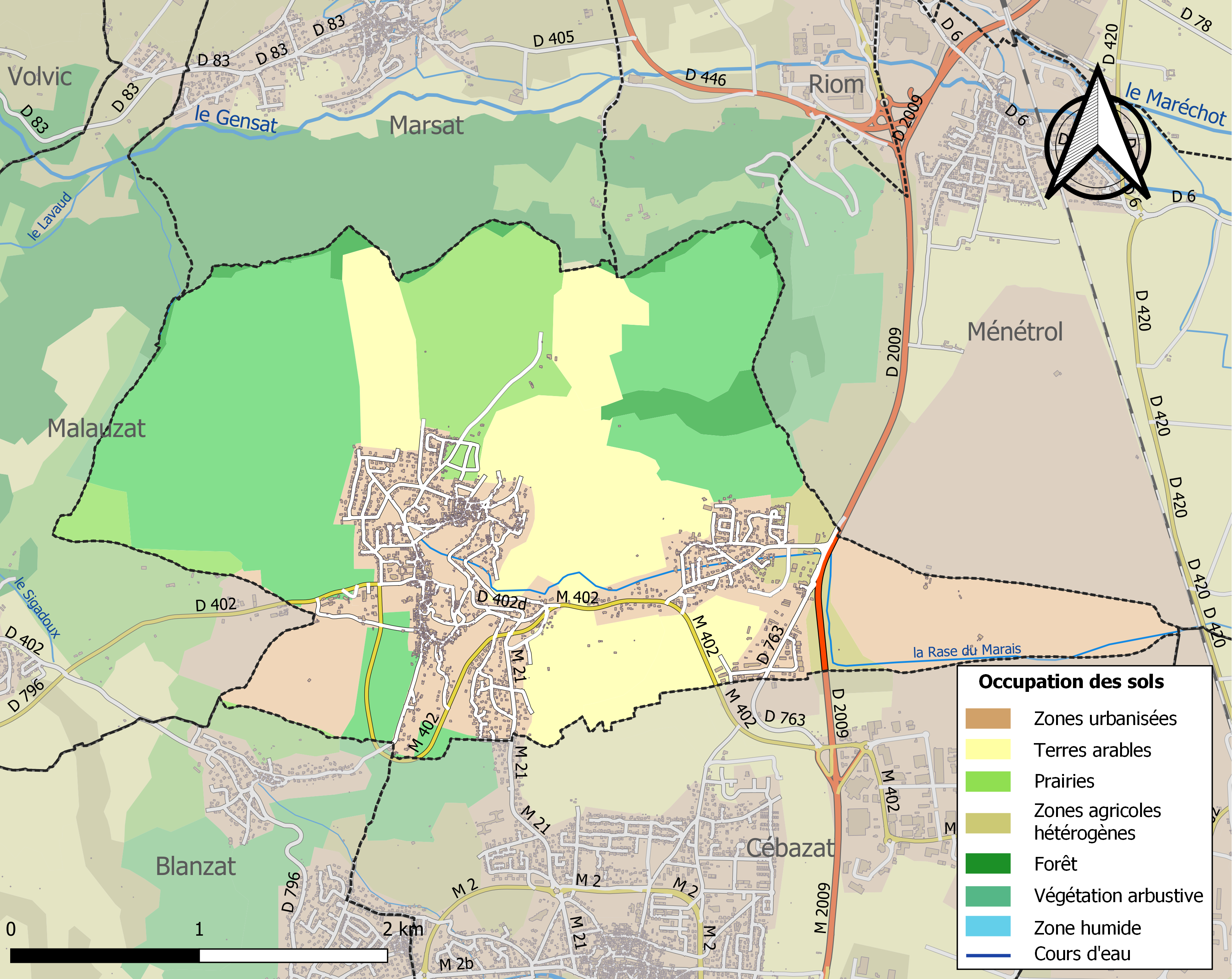
Carte des infrastructures et de l'occupation des sols de la commune en 2018 (CLC).

### Logement
En 2013, la commune comptait 1 410 logements, contre 1 352 en 2008. Parmi ces logements, 94 % étaient des résidences principales, 0,3 % des résidences secondaires et 5,7 % des logements vacants. Ces logements étaient pour 89,1 % d'entre eux des maisons individuelles et pour 10,7 % des appartements.
La proportion des résidences principales, propriétés de leurs occupants était de 75,1 %, en hausse sensible par rapport à 2008 (73,1 %). La part de logements HLM loués vides était de 7,9 % (contre 7,6 %).

### Risques naturels et technologiques
La commune est soumise aux risques suivants :
- mouvement de terrain, mouvement de terrain par glissement de terrain et par tassements différentiels ;
- phénomène lié à l'atmosphère ;
- phénomènes météorologiques ;
- séisme (zone de sismicité niveau 3).

Un plan de prévention des risques naturels concernant l'aléa « inondation par rue à débordement lent de cours d'eau » pour divers cours d'eau a été prescrit le 24 juillet 2014 et s'applique sur la commune. Châteaugay fait partie d'un territoire à risque important d'inondation (CLERMONT-FERRAND – RIOM) pour l'aléa « inondation par crue torrentielle ou à montée rapide de cours d'eau », créé par arrêté préfectoral du 26 novembre 2012.
Plusieurs arrêtés reconnaissant l'état de catastrophe naturelle ont été proclamés pour la commune : tempête de 1982, inondations survenues en 1990, 1992, 2010 et 2013, mouvements de terrain différentiels en 1996 et 1998.

## Histoire
L'histoire de la commune est étroitement liée à celle du château de Châteaugay.
De caractère rural et vigneron pendant toute la première moitié du XXe siècle, le village devient peu à peu une commune résidentielle avec la réalisation d'un grand nombre de constructions individuelles. Deux zones artisanales et commerciales, l'une dans le bourg, l'autre en bordure de la route nationale 9 (actuellement départementale 2009), complètent le tissu économique local.
Au cours de la période révolutionnaire de la Convention nationale (1792-1795), la commune a porté le nom de Bel-Air.

## Politique et administration

### Découpage territorial
La commune de Châteaugay est membre de la métropole Clermont Auvergne Métropole, un établissement public de coopération intercommunale (EPCI) à fiscalité propre créé le 24 décembre 1999 (en tant que communauté d'agglomération Clermont Communauté, devenue communauté urbaine le 1er janvier 2017 et métropole depuis le 1er janvier 2018) dont le siège est à Clermont-Ferrand. Ce dernier est par ailleurs membre d'autres groupements intercommunaux.
Sur le plan administratif, Châteaugay dépendait en 1793 du district de Riom et du canton de Riom, de l'arrondissement de Riom de 1801 à 2016 et du canton de Riom-Ouest de 1801 à mars 2015. Les limites territoriales des cinq arrondissements du Puy-de-Dôme ont été modifiées afin que chaque nouvel établissement public de coopération intercommunale à fiscalité propre soit rattaché à un seul arrondissement au 1er janvier 2017. Les communes de la communauté urbaine (puis métropole) Clermont Auvergne Métropole, à laquelle appartient la commune, sont rattachées à l'arrondissement de Clermont-Ferrand ; ainsi, Châteaugay est passée le 1er janvier 2017 de l'arrondissement de Riom à celui de Clermont-Ferrand. Elle est également rattachée à la circonscription administrative de l'État du Puy-de-Dôme et à la région Auvergne-Rhône-Alpes.
Sur le plan électoral, elle dépend du canton de Châtel-Guyon pour l'élection des conseillers départementaux, depuis le redécoupage cantonal de 2014 entré en vigueur en 2015, et de la deuxième circonscription du Puy-de-Dôme pour les élections législatives, depuis le dernier découpage électoral de 2010.

### Élections municipales et communautaires

#### Élections de 2020
Le conseil municipal de Châteaugay, commune de plus de 1 000 habitants, est élu au scrutin proportionnel de liste à deux tours (sans aucune modification possible de la liste), pour un mandat de six ans renouvelable. Compte tenu de la population communale, le nombre de sièges à pourvoir lors des élections municipales de 2020 est de 23. Les vingt-trois conseillers municipaux (issus de la seule liste du maire sortant René Darteyre) sont élus au premier tour avec un taux de participation de 31,24 %.
Un seul siège est attribué à la commune au sein du conseil métropolitain de Clermont Auvergne Métropole.
Le conseil municipal élu en 2020 est composé de cinq adjoints et de seize conseillers municipaux.

#### Chronologie des maires

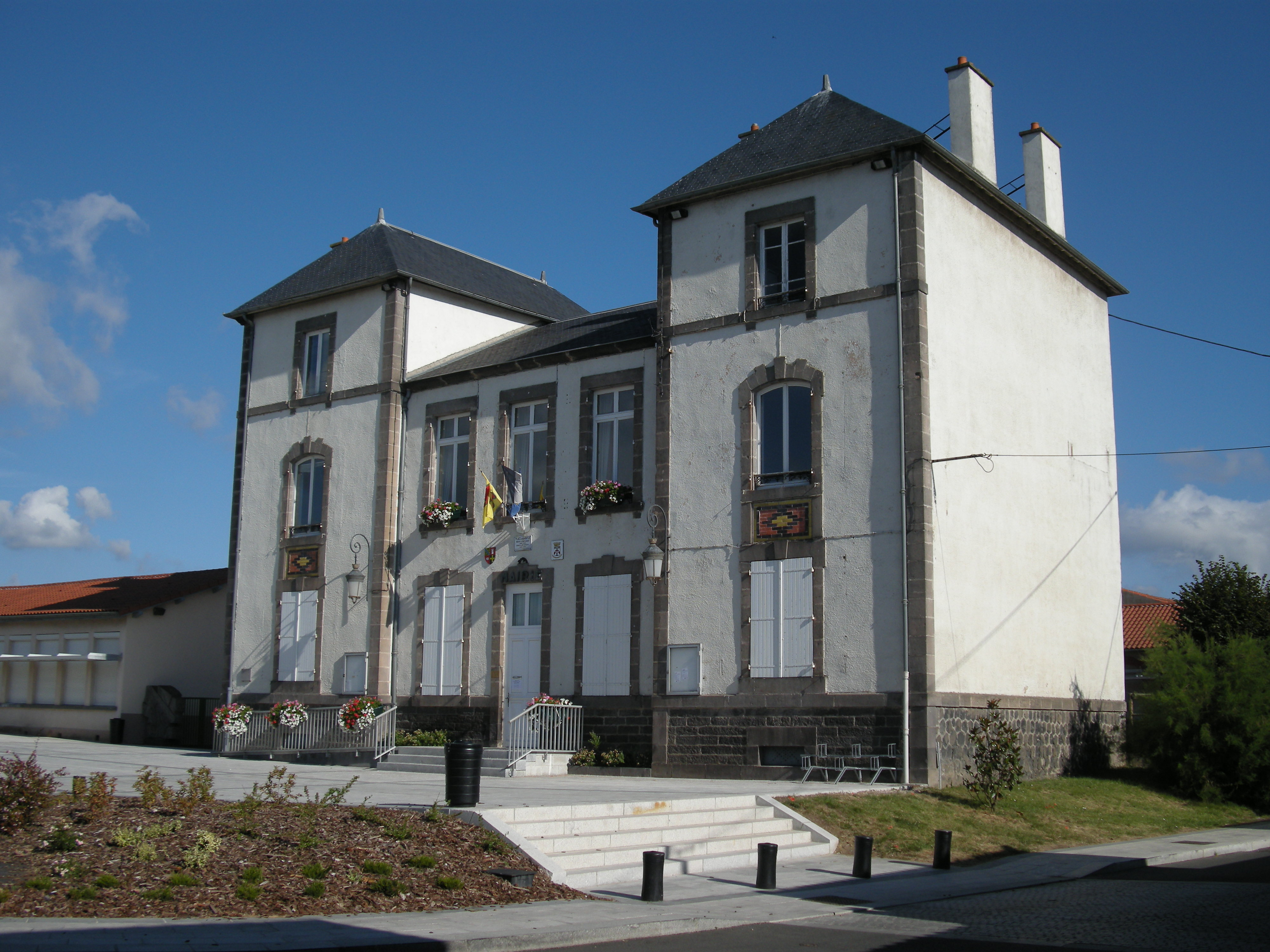
La mairie.

| Période                   | Période                   | Identité               | Étiquette | Qualité                                                |
| ------------------------- | ------------------------- | ---------------------- | --------- | ------------------------------------------------------ |
| 1793                      | An VIII                   | M. Deüil               |           |                                                        |
| Messidor an VIII          | Pluviôse an XII           | Jean Rougeron          |           |                                                        |
| 1806                      | 1808                      | François Creuzet       |           |                                                        |
| 1808                      | 1815                      | Marien Boudol          |           |                                                        |
| 1815                      | 1817                      | Antoine Colanges fils  |           |                                                        |
| 1817                      | 1824                      | Philippe-Hughes Bayle  |           |                                                        |
| 1824                      | 1832                      | François Creuzet       |           |                                                        |
| 1832                      | 1837                      | Népomucène Simonet     |           |                                                        |
| 1837                      | 1840                      | André Boudol           |           |                                                        |
| 1840                      | 1850                      | Richard Chapsal        |           |                                                        |
| 1850                      | 1855                      | André Boudol           |           |                                                        |
| 1855                      | 1863                      | Augustin Puray         |           |                                                        |
| 1863                      | 1880                      | François Bayle         |           |                                                        |
| 1880                      | 1888                      | André Boudol           |           |                                                        |
| 1888                      | 1926                      | Lucien Bayle           | Rad.      | Conseiller général du canton de Riom-Ouest (1900-1926) |
| 1926                      | 1935                      | Antoine Lannes         |           |                                                        |
| 1935                      | 1961                      | François Rougeyron     |           |                                                        |
| 1961                      | mars 1971                 | Jean Rougeyron         |           |                                                        |
| mars 1971                 | mars 1977                 | Georges Lelièvre       |           | Ingénieur conseil                                      |
| mars 1977                 | mars 1983                 | Jacques Escuit         | PS        | Instituteur                                            |
| mars 1983                 | 1985                      | Paul Fugier            | PS        | Ingénieur météo                                        |
| 1985                      | mars 1989                 | Geneviève Desbordes    | SE        | Avocate                                                |
| mars 1989                 | mars 2001                 | Patrice Brault         | SE        | Médecin généraliste                                    |
| mars 2001                 | mars 2014                 | Bernadette Chassefière | SE        | Employée                                               |
| mars 2014 (réélu en 2020) | En cours (au 9 août 2020) | René Darteyre,         | DVG       | Retraité                                               |

### Autres élections
Aux élections municipales de 2014, René Darteyre a été élu maire au premier tour avec 58,70 % des voix, il acquiert 19 sièges au conseil municipal dont deux au conseil communautaire. Raymond Lambert a été battu avec 41,29 % des voix et acquiert les quatre sièges restants. Le taux de participation s'élève à 67,18 %.
Aux élections européennes de 2014, la liste UMP a recueilli 22,47 % des voix, suivie par la liste FN avec 18,94 % et la liste « Choisir notre Europe » avec 17,73 %. Moins d'un électeur sur deux (46,12 %) a voté.
Aux élections départementales de 2015, le binôme François Cheville - Danièle Privat (socialiste) a recueilli 52,32 % des suffrages exprimés, mais n'est pas élu dans le canton de Châtel-Guyon au profit du binôme Lionel Chauvin - Anne-Marie Maltrait (Union de la droite). Le taux de participation dans la commune est de 50,10 %, inférieur à celui du canton (51,93 %).

### Jumelages
- Châteauguay (Canada).

## Équipements et services publics

### Eau et déchets
La gestion des déchets est assurée par la métropole. La déchèterie la plus proche est située à Blanzat.

### Espaces publics
Le parc Jay, situé dans le centre du village, ouvert à différentes animations, arboré, comprend notamment un grand cèdre.

### Enseignement
Châteaugay dépend de l'académie de Clermont-Ferrand. Elle gère l'école maternelle publique des Cèdres et l'école élémentaire publique Simone Veil,.
Les élèves poursuivent leur scolarité au collège de Volvic (ceux du quartier de Pompignat vont au collège Gérard-Philipe de Clermont-Ferrand). Les lycéens se rendent à Clermont-Ferrand, au lycée Ambroise-Brugière pour les filières générales et STMG, ou aux lycées Lafayette ou Roger-Claustres pour la filière STI2D.

## Population et société

### Démographie

#### Évolution démographique
L'évolution du nombre d'habitants est connue à travers les recensements de la population effectués dans la commune depuis 1793. Pour les communes de moins de 10 000 habitants, une enquête de recensement portant sur toute la population est réalisée tous les cinq ans, les populations de référence des années intermédiaires étant quant à elles estimées par interpolation ou extrapolation. Pour la commune, le premier recensement exhaustif entrant dans le cadre du nouveau dispositif a été réalisé en 2008.

En 2022, la commune comptait 3 143 habitants, en évolution de −1,13 % par rapport à 2016 (Puy-de-Dôme : +2,1 %, France hors Mayotte : +2,11 %).
| 1793 | 1800 | 1806  | 1821 | 1831 | 1836  | 1841  | 1846  | 1851  |
| ---- | ---- | ----- | ---- | ---- | ----- | ----- | ----- | ----- |
| 868  | 697  | 1 006 | 997  | 993  | 1 158 | 1 160 | 1 174 | 1 211 |

| 1856  | 1861  | 1866  | 1872  | 1876  | 1881  | 1886  | 1891  | 1896  |
| ----- | ----- | ----- | ----- | ----- | ----- | ----- | ----- | ----- |
| 1 238 | 1 228 | 1 185 | 1 153 | 1 180 | 1 176 | 1 240 | 1 266 | 1 217 |

| 1901  | 1906 | 1911 | 1921 | 1926 | 1931 | 1936 | 1946 | 1954  |
| ----- | ---- | ---- | ---- | ---- | ---- | ---- | ---- | ----- |
| 1 090 | 976  | 908  | 777  | 802  | 855  | 803  | 786  | 1 023 |

| 1962  | 1968  | 1975  | 1982  | 1990  | 1999  | 2006  | 2008  | 2013  |
| ----- | ----- | ----- | ----- | ----- | ----- | ----- | ----- | ----- |
| 1 452 | 1 847 | 2 144 | 2 410 | 3 050 | 2 963 | 3 074 | 3 105 | 3 164 |

| 2018  | 2022  | - | - | - | - | - | - | - |
| ----- | ----- | - | - | - | - | - | - | - |
| 3 091 | 3 143 | - | - | - | - | - | - | - |

#### Pyramide des âges
En 2018, le taux de personnes d'un âge inférieur à 30 ans s'élève à 31,2 %, soit en dessous de la moyenne départementale (34,2 %). À l'inverse, le taux de personnes d'âge supérieur à 60 ans est de 30,4 % la même année, alors qu'il est de 27,9 % au niveau départemental.
En 2018, la commune comptait 1 524 hommes pour 1 567 femmes, soit un taux de 50,70 % de femmes, légèrement inférieur au taux départemental (51,59 %).
Les pyramides des âges de la commune et du département s'établissent comme suit.
| Hommes | Classe d’âge | Femmes |
| ------ | ------------ | ------ |
| 0,2    | 90 ou +      | 0,8    |
| 8,1    | 75-89 ans    | 10,0   |
| 19,0   | 60-74 ans    | 22,7   |
| 23,8   | 45-59 ans    | 20,8   |
| 15,3   | 30-44 ans    | 16,8   |
| 14,8   | 15-29 ans    | 12,5   |
| 18,8   | 0-14 ans     | 16,3   |

| Hommes | Classe d’âge | Femmes |
| ------ | ------------ | ------ |
| 0,7    | 90 ou +      | 2,1    |
| 7,4    | 75-89 ans    | 10,2   |
| 17,7   | 60-74 ans    | 18,6   |
| 20,2   | 45-59 ans    | 19,2   |
| 18,4   | 30-44 ans    | 17,4   |
| 18,6   | 15-29 ans    | 17,2   |
| 17     | 0-14 ans     | 15,3   |

### Santé
Trois docteurs médecine générale, une pharmacie, un cabinet d'infirmiers (ères), une kiné, une dentiste.

### Sports
Châteaugay compte un boulodrome, deux courts de tennis, une aire de plateaux et terrains de jeux extérieurs, un terrain de grands jeux avec deux terrains où sont pratiqués les sports collectifs, deux salles non spécialisées où sont pratiquées au moins une activité physique ou sportive, un gymnase ainsi que trois boucles de randonnée avec quatre circuits, d'après la base permanente des équipements de 2014.
La commune compte plusieurs associations sportives :
- sports collectifs : AS Châteaugay Football, AS Châteaugay rugby (créée en 1977, 52 licenciés), AS Châteaugay basket (créé en 1940 sous le nom « Amicale sportive Châteaugay », renommé en 1998) ;
- sports individuels : VTT Arvernes Labro (cyclisme), Association Tennis Châteaugay ATC ;
- arts martiaux : Viet Vo Dao Châteaugay.

### Médias
France 3 Auvergne, France Bleu Pays d'Auvergne.

## Économie

### Emploi
En 2013, la population âgée de quinze à soixante-quatre ans s'élevait à 2 008 personnes, parmi lesquelles on comptait 74,9 % d'actifs dont 68,5 % ayant un emploi et 6,4 % de chômeurs.
On comptait 548 emplois dans la zone d'emploi. Le nombre d'actifs ayant un emploi résidant dans la zone étant de 1 382, l'indicateur de concentration d'emploi est de 39,7 %, ce qui signifie que la commune offre moins d'un emploi par habitant actif.
1 236 des 1 382 personnes âgées de quinze ans ou plus (soit 89,4 %) sont des salariés. 15 % des actifs travaillent dans la commune de résidence.

### Entreprises
Au 1er janvier 2014, Châteaugay comptait 152 entreprises : 14 dans l'industrie, 40 dans la construction, 82 dans le commerce, les transports et les services divers et 16 dans le secteur administratif.
En outre, elle comptait 163 établissements.

### Commerce
La base permanente des équipements de 2015 recense sept commerces : une grande surface de bricolage, une épicerie, deux boulangeries (une fermée en 2021), une boucherie-charcuterie (fermée en 2022), une librairie-papeterie-journaux ainsi qu'un magasin de meubles.

## Culture locale et patrimoine

### Lieux et monuments
- Château de Châteaugay ; édifié sur l'emplacement du château de Vigoche du XIe siècle. Les seigneurs de Vigoche sont cités au milieu du XIIIe siècle. Le château et la seigneurie sont acquis par les sires de Giac au milieu du XIVe siècle. En 1381, Pierre II de Giac, chancelier du duc de Berry et futur chancelier de France, fait reconstruire l'édifice qu'il baptise Château-Gay.
Il comportait à l'origine un bâtiment central et deux tourelles de guet, auxquels furent ajoutées deux tours cinquante ans plus tard, puis au XVe siècle et à la Renaissance différentes extensions et décorations, dont une superbe porte de pierre dans la cour intérieure. Le château, d'où l'on a une vue saisissante sur la Limagne, les monts du Forez, et la chaîne des Puys, est ouvert à la visite. Son donjon carré du XIVe siècle est demeuré intact[46].
- Le vignoble ; en 1809 lorsque Napoléon Ier fit établir le premier cadastre, tout le coteau exposé au sud et à l’est en bordure de la plaine de la Limagne était recouvert de vignes. Le vignoble de Châteaugay (gamay et chardonnay ; redécouverte du damas noir ou syrah d'Auvergne) s'étend sur ses coteaux depuis le XVIIIe siècle, et produit un vin AOC, le Chateaugay.
- Rue des Caves ; elle est bordée de caves creusées directement dans la pépérite, par des prisonniers à l'époque de Napoléon Ier.
- L'église nouvelle ; cette église qui n'était plus depuis longtemps utilisée pour le culte, a été désacralisée le 1er juin 1981 par l'évêque de Clermont-Ferrand Jean Dardel[47].
- Une école construite dans les années 1970 aux formes intéressantes.

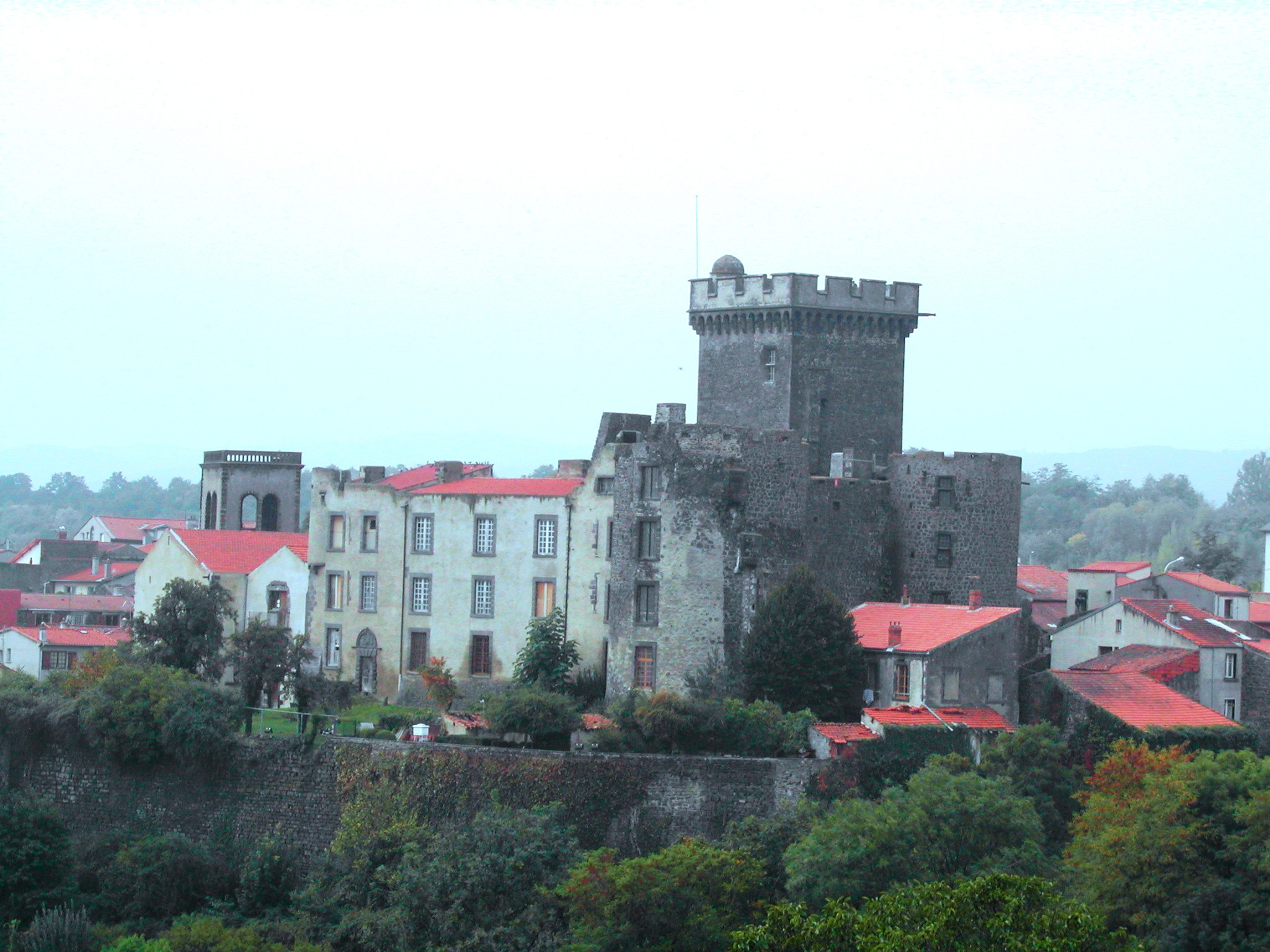
Le château.
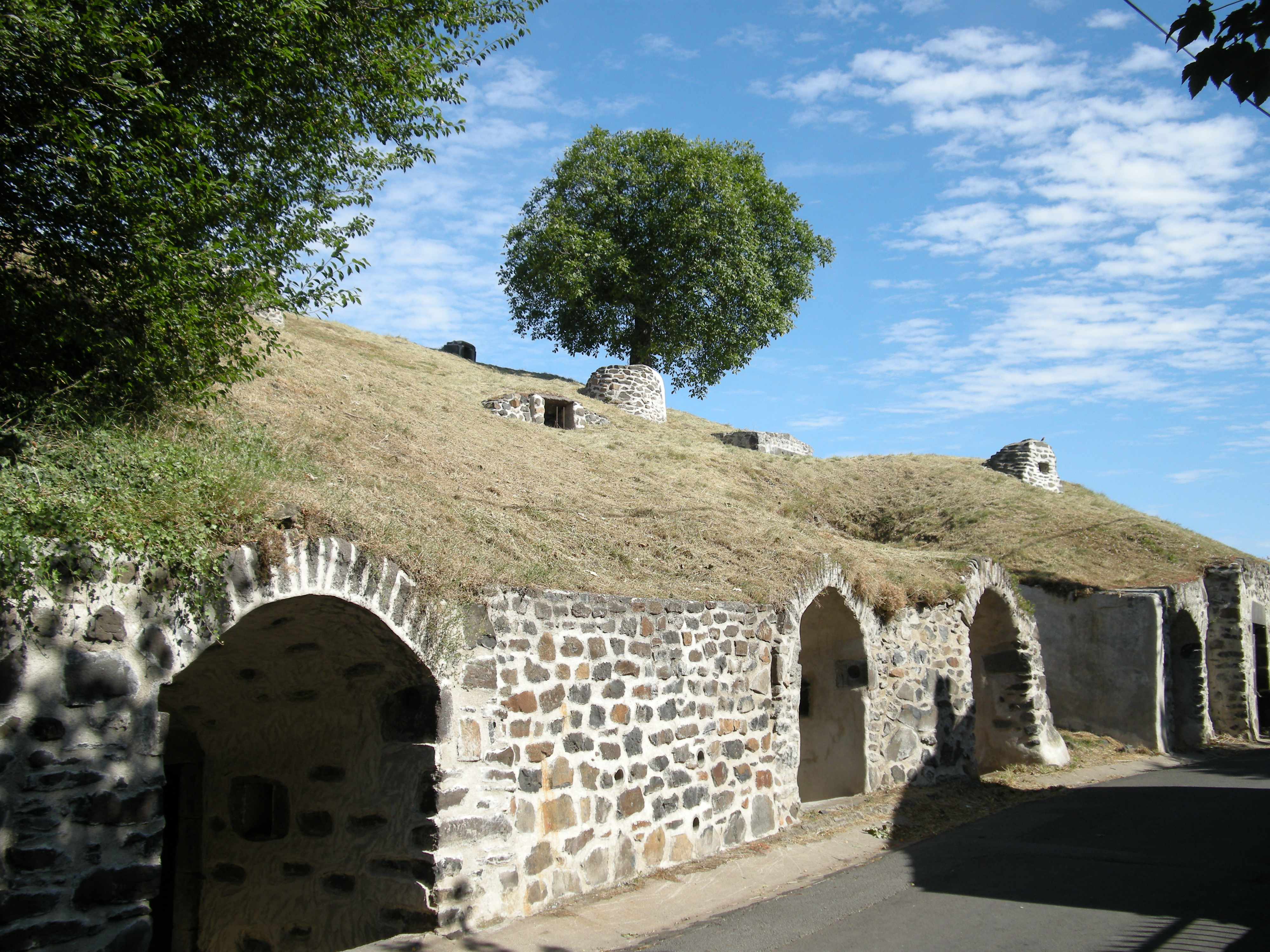
La rue des caves.
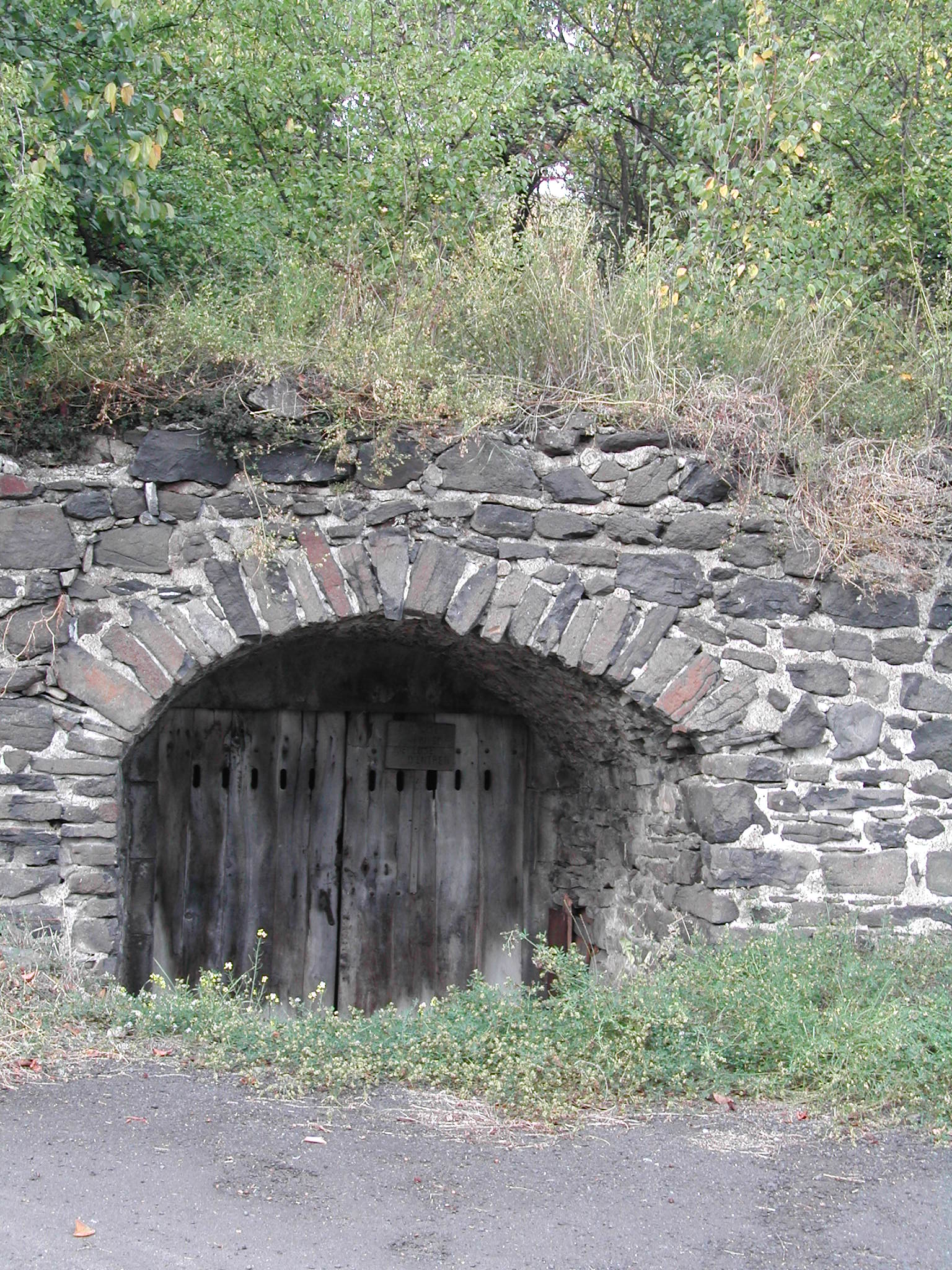
Cave à vin creusée dans la roche, rue des Caves.

### Personnalités liées à la commune
- Pierre II de Giac (1377-1427), chancelier de France, fit construire le château.
- Jean Claude Marie Victor de La Queuille, marquis de Châteaugay (1742-1810), général français, député de la noblesse aux États généraux de 1789.
- Gilbert-Scholoastique-Hyacinthe de La Queuille (1748-1813), homme politique, député de la noblesse aux États généraux de 1789.
- Le marquis de Lafayette (1757-1834), membre de l'Assemblée des notables puis des États généraux vint régulièrement visiter le marquis de Châteaugay avant la Révolution française.
- Marcel Taillandier (1911-1944), compagnon de la Libération, a vécu à Châteaugay où il est inhumé.

### Héraldique
| Blason de Châteaugay | Blason  | Écartelé, au 1er d'or à la bande d'azur accompagnée de six merlettes de sable posées en orle, au 2e de gueules à la tour d'argent, au 3e de gueules au bousset d'argent, au 4e de sable à la croix dentelée d'or. |
| Blason de Châteaugay | Détails | Blason adopté par la municipalité, présent sur la façade de la mairie et son site internet. |
| Blason de Châteaugay | Alias   | Mi-parti, au 1er de sable à la croix engrêlée d'or, au 2e d'or à la croix ancrée de gueules. Présent sur les plaques de rue de la commune.                                                                        |